# Folk-pop
Folk-pop é um gênero musical que pode ser categorizado de duas formas. Ou são canções folk com arranjos pop, ou canções pop com arranjos acústicos e intimistas baseados na música folk. 
O folk-pop começou a evoluir no início da década de 1960, mas entrou em vigor depois que o folk rock se tornou uma sensação em meados da mesma década. As canções do gênero não tem guitarras elétricas e a sonoridade "rústica" do folk rock; em vez disso, é mais suave e orientada para o pop.
Existe um termo similar, o pop-folk, mas este se refere a diversos estilos musicais originados na região dos Balcãs, na Europa, que mistura música tradicional balcânica e pop.

## Características
O folk-pop mistura música pop com folk contemporâneo. Existem muitas semelhanças com o folk rock da década de 1960 e muitas bandas de folk-pop foram definidas como tal, pois ambos os gêneros tendem a usar bandas de apoio e estruturas musicais derivadas do pop. No entanto, o folk-pop é caracterizado por um som mais comercial, com menos dependência de guitarra elétrica, uma maior presença de melodias harmonizadas e cativantes e canções mais curtas e mais suaves. O folk-pop teve seu pico de popularidade entre meados dos anos 1960 até o início dos anos 1970, com o sucesso de artistas como Simon & Garfunkel, Joni Mitchell, Donovan, Cat Stevens, Peter, Paul and Mary, Burl Ives, Buffy Sainte-Marie, Chad Mitchell, Sonny & Cher e Bob Dylan. 
De acordo com o AllMusic, o folk contemporâneo "refere-se aos cantores e compositores folk pós-Bob Dylan nos anos 70 e além. Antes de Dylan, a maioria dos cantores folk interpretava músicas tradicionais clássicas ou escrevia canções tópicas de base ampla. Depois de Dylan, cantores folk mudaram sua abordagem. Não só sua música se abriu, aceitando certas técnicas de produção e instrumentação de pop/rock, mas suas canções se tornaram cada vez mais introspectivas, concentrando-se no pessoal em vez do social. Nas décadas seguintes, os cantores folk contemporâneos às vezes atravessavam o pop, mas seu som permanecia enraizado nas tradições do folk e costumavam frequentar seus próprios círculos, lançando álbuns em selos independentes e tocando em clubes de música folk e casas de café."

## Pop-folk dos Bálcãs
Na região dos Bálcãs, no sudeste da Europa, pop-folk é um termo genérico para os gêneros da música popular balcânica que mistura música pop, folk e étnica. É a contrapartida moderna da música tradicional balcânica, na qual os ritmos dominantes são influenciados pela música oriental, especialmente a música árabe e a música tradicional dos ciganos. Muita desta música pode ser definida como uma mistura de música folclórica tradicional dos Balcãs e dance-pop. A música pop-balcânica faz parte do estilo étnico pop-folk que se espalha na área de junção da Ásia e da Europa, que também inclui gêneros como Arabesco da Turquia, música Mizrahi de Israel e Rabiz da Armênia. Os gêneros pop-folk balcânicos incluem:
- Chalga, na Bulgária
- Turbo-folk, na Sérvia
- Laika moderna, na Grécia
- Manele, na Romênia
- Tallava, na Albânia
- Néo-trad, in Quebec (Canadá)